# Плавання на літніх Олімпійських іграх 1948
Змагання з плавання на літніх Олімпійських іграх 1948 в Лондоні тривали з 30 липня до 7 серпня 1948 року на Вемблі Арені. Розіграно 11 комплектів нагород: 6 серед чоловіків і 5 серед жінок. Змагалися 249 спортсменів з 34-х країн.

## Таблиця медалей
| Місце               | Країна                | Золото | Срібло | Бронза | Загалом |
| ------------------- | --------------------- | ------ | ------ | ------ | ------- |
| 1                   | США (USA)             | 8      | 6      | 1      | 15      |
| 2                   | Данія (DEN)           | 2      | 2      | 0      | 4       |
| 3                   | Нідерланди (NED)      | 1      | 0      | 2      | 3       |
| 4                   | Австралія (AUS)       | 0      | 2      | 2      | 4       |
| 5                   | Угорщина (HUN)        | 0      | 1      | 3      | 4       |
| 6                   | Франція (FRA)         | 0      | 0      | 2      | 2       |
| 7                   | Велика Британія (GBR) | 0      | 0      | 1      | 1       |
| Загалом (7 збірних) | Загалом (7 збірних)   | 11     | 11     | 11     | 33      |

## Медальний залік

### Чоловіки
| Дисципліни                      | Золото                                                  | Золото      | Срібло                                                           | Срібло  | Бронза                                                                 | Бронза  |
| ------------------------------- | ------------------------------------------------------- | ----------- | ---------------------------------------------------------------- | ------- | ---------------------------------------------------------------------- | ------- |
| 100 м вільним стилем            | Воллі Ріс (USA)                                         | 57.3 (OR)   | Алан Форд (USA)                                                  | 57.8    | Геза Кадаш (HUN)                                                       | 58.1    |
| 400 м вільним стилем            | Білл Сміт (USA)                                         | 4:41.0 (OR) | Джиммі Маклейн (USA)                                             | 4:43.4  | Джон Маршалл (AUS)                                                     | 4:47.7  |
| 1500 м вільним стилем           | Джиммі Маклейн (USA)                                    | 19:18.5     | Джон Маршалл (AUS)                                               | 19:31.3 | Дьордь Мітро (HUN)                                                     | 19:43.2 |
| 100 м на спині                  | Аллен Стек (USA)                                        | 1:06.4      | Боб Кавелл (USA)                                                 | 1:06.5  | Жорж Валлере (FRA)                                                     | 1:07.8  |
| 200 м брасом                    | Джо Вердер (USA)                                        | 2:39.3 (OR) | Кіт Картер (USA)                                                 | 2:40.2  | Боб Сол (USA)                                                          | 2:43.9  |
| Естафета 4×200 м вільним стилем | США (USA) Воллі Ріс Джиммі Маклейн Воллі Волф Білл Сміт | 8:46.0 (WR) | Угорщина (HUN) Елемер Сатмарі Дьордь Мітро Імре Ньєкі Геза Кадаш | 8:48.4  | Франція (FRA) Жозеф Бернардо Рене Корню Анрі Паду, мол. Александр Жані | 9:08.0  |

### Жінки
| Дисципліни                      | Золото                                                        | Золото      | Срібло                                                            | Срібло | Бронза                                                                                         | Бронза |
| ------------------------------- | ------------------------------------------------------------- | ----------- | ----------------------------------------------------------------- | ------ | ---------------------------------------------------------------------------------------------- | ------ |
| 100 м вільним стилем            | Ґрета Андерсен (DEN)                                          | 1:06.3      | Енн Кертіс (USA)                                                  | 1:06.5 | Марі-Луїзе Лінссен-Вассен (NED)                                                                | 1:07.6 |
| 400 м вільним стилем            | Енн Кертіс (USA)                                              | 5:17.8 (OR) | Карен Гаруп (DEN)                                                 | 5:21.2 | Кетрін Ґібсон (GBR)                                                                            | 5:22.5 |
| 100 м на спині                  | Карен Гаруп (DEN)                                             | 1:14.4 (OR) | Сьюзанн Циммерман (USA)                                           | 1:16.0 | Джуді-Джой Девіс (AUS)                                                                         | 1:16.7 |
| 200 м брасом                    | Нел ван Влієт (NED)                                           | 2:57.2      | Ненсі Лайонс (AUS)                                                | 2:57.7 | Ева Новак (HUN)                                                                                | 3:00.2 |
| Естафета 4×100 м вільним стилем | США (USA) Марі Коррідон Телма Калама Бренда Гелсер Енн Кертіс | 4:29.2 (OR) | Данія (DEN) Ева Арндт Карен Гаруп Ґрета Андерсен Фріце Карстенсен | 4:29.6 | Нідерланди (NED) Ірма Гейтінґ-Схумахер Марґот Марсман Марі-Луїзе Лінссен-Вассен Ганні Термелен | 4:31.6 |

## Країни-учасниці
Змагалися 249 плавців і плавчинь з 34-х країн.
- Аргентина  (17)
- Австралія  (10)
- Австрія  (2)
- Бельгія  (6)
- Бермуди  (5)
- Бразилія  (13)
- Канада  (9)
- Китай  (1)
- Колумбія  (2)
- Куба  (2)
- Чехословаччина  (3)
- Данія  (6)
- Єгипет  (6)
- Фінляндія  (1)
- Франція  (17)
- Велика Британія  (25)
- Греція  (2)
- Угорщина  (15)
- Ісландія  (8)
- Індія  (7)
- Мексика  (9)
- Нідерланди  (12)
- Нова Зеландія  (1)
- Норвегія  (1)
- Пакистан  (4)
- Філіппіни  (3)
- Португалія  (1)
- ПАР  (3)
- Іспанія  (6)
- Швеція  (8)
- Швейцарія  (8)
- США  (28)
- Уругвай  (2)
- Югославія  (6)